# مزار شاه
مزار شاه مربوط به پیش از اسلام - دوره قاجار است و در شهرستان خوسف، روستای جنگ آباد واقع شده و این اثر در تاریخ ۲ آبان ۱۳۸۲ با شمارهٔ ثبت ۱۰۴۶۳ به‌عنوان یکی از آثار ملی ایران به ثبت رسیده است.